# Thibault De Smet
Thibault De Smet (Brugge, 5 juni 1998) is een Belgisch voetballer die doorgaans als linksachter speelt. Hij komt sinds de 2025 uit voor de Franse eersteklasser Paris FC.

## Clubcarrière

### KAA Gent
De Smet stroomde door vanuit de jeugd van KAA Gent. Hij debuteerde op 18-jarige leeftijd bij het seniorenelftal met een invalbeurt tijdens de wedstrijd Genk-Gent op dinsdag 27 december 2016, die met 2-0 verloren werd. Vanaf dan kwam hij sporadisch in actie voor de Buffalo's. Zijn eerste doelpunt voor Gent was de beslissende treffer in een 1-2 uitoverwinning tegen KV Kortrijk op 27 januari 2019.

### STVV
Na afloop van het seizoen 2018/19 was hij einde contract bij Gent. In juni 2019 tekende hij een contract voor drie seizoenen bij Sint-Truiden. Bij STVV kreeg De Smet wel zijn speelkansen maar hij moeite om een onbetwiste basispion te worden in het elftal van coach Marc Brys.

### Reims
In de zomer van 2020 kreeg De Smet een aanbieding van het Franse Stade de Reims dat uitkomt in de Ligue 1, de Franse hoogste klasse. Hij besloot op het aanbod in te gaan en tekende er een contract voor 4 jaar. Bij Reims vindt De Smet zijn landgenoten Thomas Foket en Wout Faes terug die er ook actief zijn. De Smet kwam in zijn eerste seizoen in Frankrijk in 8 competitiewedstrijden in actie.
Met het oog op meer speelkansen werd besloten om De Smet gedurende het seizoen 2021/22 uit te lenen aan Beerschot VA. Beerschot bedwong ook een optie om hem na deze periode definitief aan te trekken, maar hij keerde na het seizoen gewoon terug naar Reims.

### Paris FC
In januari 2025 werd De Smet verhuurd aan de Franse tweedeklasser Paris FC, dat ook een aankooptie bedong. Paris promoveerde naar de eerste klasse en lichtte de optie om de Belg permanent aan te trekken voor een transfersom van 1,5 miljoen euro.

## Interlandcarrière
De Smet kwam bij de Belgische nationale jeugdelftallen reeds uit bij zowel de U17 als de U19. Op 6 september 2019 debuteerde hij voor de Belgische U21 selectie.

## Statistieken
| Seizoen         | Club              | Land               | Competitie         | Competitie | Competitie | Beker | Beker | Andere | Andere | Internationaal | Internationaal | Totaal | Totaal |
| Seizoen         | Club              | Land               | Competitie         | Wed.       | Dlp.       | Wed.  | Dlp.  | Wed.   | Dlp.   | Wed.           | Dlp.           | Wed.   | Dlp.   |
| --------------- | ----------------- | ------------------ | ------------------ | ---------- | ---------- | ----- | ----- | ------ | ------ | -------------- | -------------- | ------ | ------ |
| 2016/17         | KAA Gent          | Vlag van België    | Jupiler Pro League | 4          | 0          | 0     | 0     | 0      | 0      | 1              | 0              | 5      | 0      |
| 2017/18         | KAA Gent          | Vlag van België    | Jupiler Pro League | 0          | 0          | 1     | 0     | 0      | 0      | 0              | 0              | 1      | 0      |
| 2018/19         | KAA Gent          | Vlag van België    | Jupiler Pro League | 5          | 1          | 1     | 0     | 0      | 0      | 0              | 0              | 6      | 1      |
| 2019/20         | Sint-Truidense VV | Vlag van België    | Jupiler Pro League | 12         | 0          | 2     | 0     | 0      | 0      | 0              | 0              | 14     | 0      |
| 2020/21         | Stade de Reims    | Vlag van Frankrijk | Ligue 1            | 8          | 0          | 1     | 0     | 0      | 0      | 0              | 0              | 9      | 0      |
| 2021/22         | → Beerschot VA    | Vlag van België    | Jupiler Pro League | 0          | 0          | 0     | 0     | 0      | 0      | 0              | 0              | 0      | 0      |
| Carrière totaal | Carrière totaal   | Carrière totaal    | Carrière totaal    | 29         | 1          | 5     | 0     | 0      | 0      | 1              | 0              | 35     | 1      |

## Familie
Zijn broer Mathieu De Smet is ook profvoetballer, hij stroomde in 2018 door vanuit de jeugd naar het eerste elftal van Zulte Waregem.